# ディロフォサウルス
ディロフォサウルス（学名：Dilophosaurus）は、ジュラ紀前期シネムーリアン期からプリンスキアン期にかけて北米に生息した原始的な獣脚類恐竜。頭骨の上部に1対を持つ半月状の鶏冠が特徴的で、「2つの隆起を持つトカゲ」という意味の学名はこれに依るもの。
小説・映画『ジュラシック・パーク』に登場することで知られるが、同名の別物といえるほど異なるものになっている（#映画『ジュラシック・パーク』の影響を参照）。

## 概要
ディロフォサウルスの体長は5 - 7メートルと、獣脚類としては中型の部類になる。コエロフィシスに近縁な獣脚類の中では、大型の部類になる。

## 古生物学

### 頭部
特徴的な頭骨は比較的細長く、上部に半月状の鶏冠（とさか）を一対持つ。この鶏冠は非常に薄くもろかったため、用途はもっぱらディスプレーであったとの解釈が一般的である。また、上顎の前部（前上顎骨）と後部（上顎骨）の間で歯列が分かれており、このうち前上顎骨の歯は反りがなく真直ぐであるなどコエロフィシスと似た特徴を持つ。また、この細長い頭部と反りのない歯という特徴は現生のワニやバリオニクスなどのスピノサウルス科とも類似の特徴であるため、同じように魚食性であったと考えられるが直接的な証拠は見つかっていない。
多くの一般書籍では、トカゲのような小型爬虫類や自身より小型の恐竜(大型種の幼体を含む)を捕食していた。あるいは腐肉食性で残された死骸を食べていたと記述されている。
ただしこれについては、近年になって複数の専門家による反論が提示されている。(詳しくは後述)

### 胴体

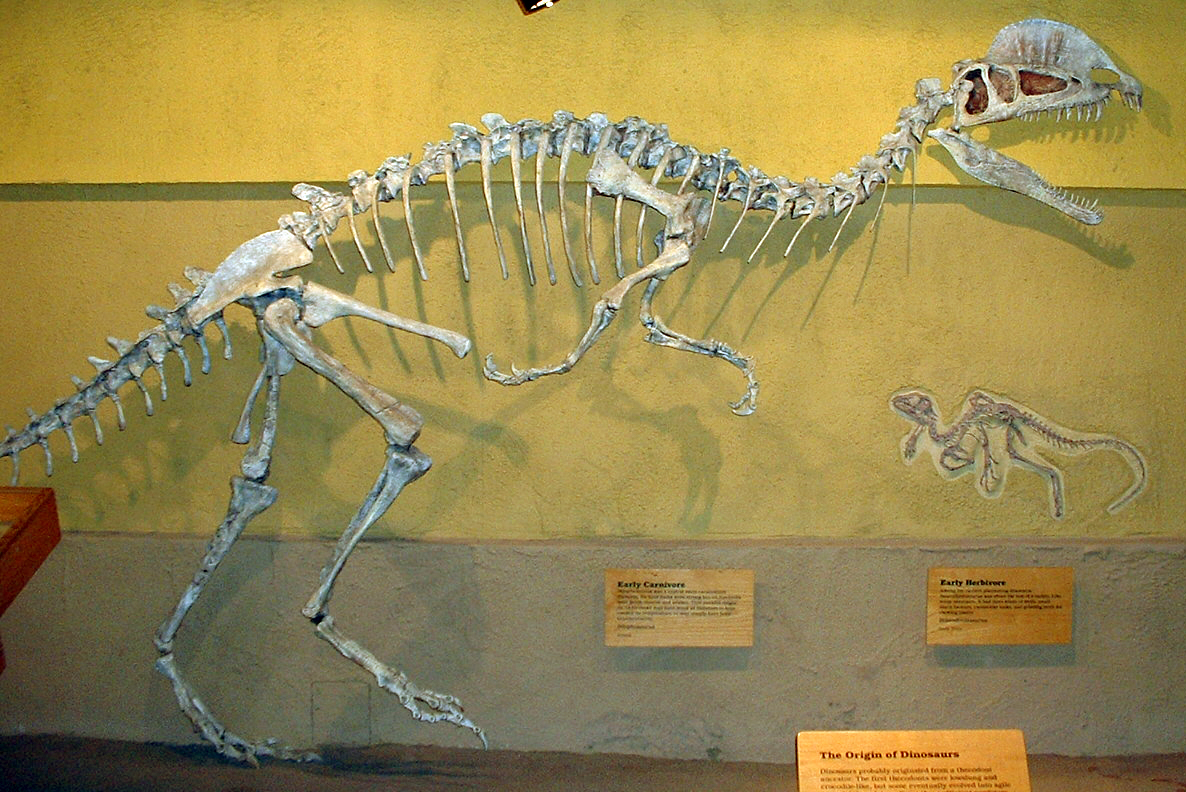
全身骨格
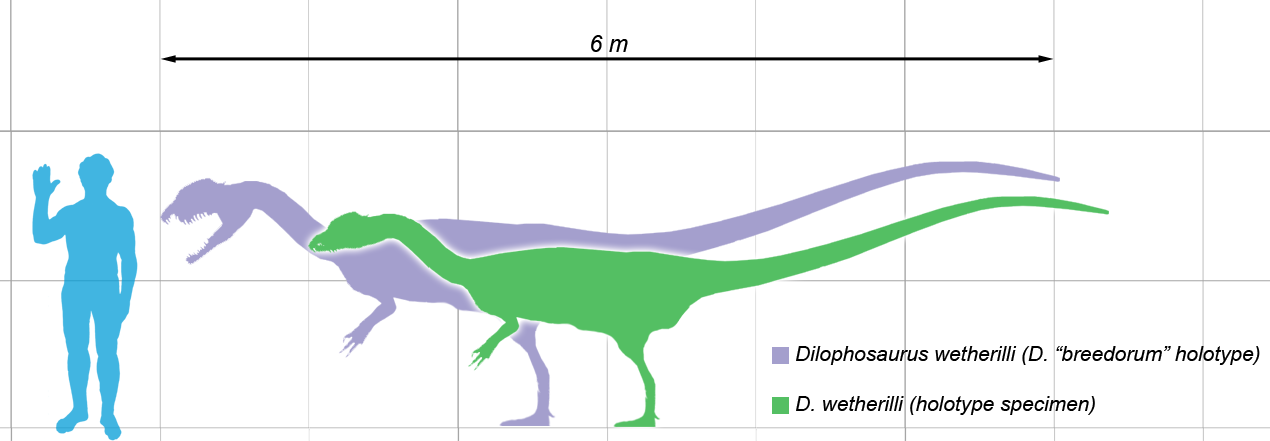
人間との大きさ比較
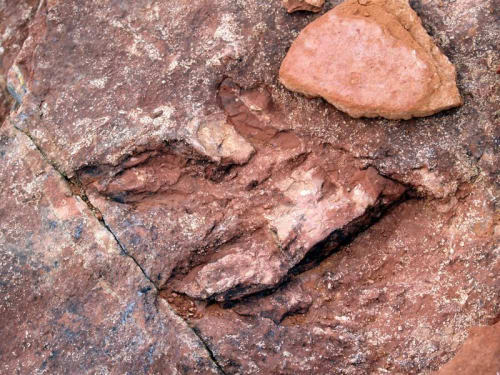
足跡

## 食性
かつてウェルズ氏が行った研究によると、次のような報告および推察がなされた。
- ディロフォサウルスの上顎はフック状構造(鼻孔下溝)のために、噛み付く際の強度が損なわれている。
- 顎の強度を考えた場合、単純に噛み付いて相手を倒すのではなく、一度噛み付いて全上顎骨歯(前歯)で相手を突き刺して拘束し、そのうえで頭部(もしくは頸部)を引き戻すことで後方の歯列により獲物を切断した可能性がある。
- 貧弱な顎は大型動物相手には有効な武器とならず、代わりに鋭利な手の爪を使って狩りをしていただろう。
- そもそもディロフォサウルスは生きた大型動物を狙うハンターではなく、むしろ大型動物の死体を漁っていた可能性がある。

だが手の使用方法については、明確な根拠が挙げられなかった。
この仮説は長らく(今でも)多くの書籍やメディアで採用されてきた。
ところが1986年にバッカー氏は自著のにおいて、次のような主張を展開した。
- ディロフォサウルスの顎は同時代同地域の大型動物(古竜脚類)を十分に仕留められる強度を備えた凶器である。
- 発達した首と大きな頭部で獲物に噛み付き、その肉を容易に切断した。

そしてバッカー氏は、これらの指摘に基づきディロフォサウルスがスカベンジャーではないと結論づけた。
さらにグレゴリー・ポールも自著の中で、バッカー氏の仮説を次のように後押しした。
- 陸棲の肉食動物が厳密なスカベンジャーで生きながらえるのは不可能だろう。(エネルギー収支の面や発見の難度から)
- ウェルズ氏が述べた鼻先の“貧弱なフック”は非常に優れた拘束能力を持っているため、これを使って古竜脚類のような大型動物を殺せたはずだ。
- 上顎の中程〜後方に控えるサーベル状の長大な歯は、それだけでも前腕の爪を凌ぐ強力な武器である。
- ディロフォサウルスは同時代の他の獣脚類(例メガプノサウルス)と比べると、小動物を捕獲する能力にも長けていた。

また2010年刊行の翻訳書『ホルツ博士最新恐竜事典』でも、「ディロフォサウルスは初期の装盾類を引き裂いて殺せただろう」と記述された。
こういった指摘を受け、近年ではメディアでもディロフォサウルスが強力な捕食者として描かれることもある。
一方でウェルズ氏、ポール氏、ホルツ氏が随所で指摘しているように、ディロフォサウルスは小型の獲物も積極的に狙っていたと考えられている。
事実2005年にはFrançoisTherrien氏がディロフォサウルスの下顎を研究して次のような報告をした。
- ディロフォサウルスの顎や歯の強度は、現代のネコ科や一部のワニ類に似ている。そして下顎自体は小型の獲物を攻撃するのに適していた。
- 小型の獲物を襲う際には、まず顎に並んだ歯で執拗に切りつけて弱らせた。
- 弱らせた後に鼻孔下溝(フック)を使い、スピノサウルス類と同様の方法で確実に獲物を抑え込んだ。
- 最後に獲物は、顎の中腹に待ち構えたサーベル状の歯によって再度切断されて絶命した。

としてディロフォサウルスが小ぶりな獲物を積極的に狙っていたとしている。
だが同時に著者は、仮にディロフォサウルスが小動物を主食していたなら、彼らは小規模(少ない個体数)の群れしか維持できなかった事も示唆している。
2007年の研究では、スピノサウルス類との比較により、ディロフォサウルスにも改めて魚食の可能性が示された。それは以下の根拠および推測による。
- スピノサウルス類とディロフォサウルスの歯列は似ている。
- 鼻孔の開口部が特殊なため、漁をしている最中でも呼吸が楽にできた。
- 両者ともに前腕に鋭い爪を持つ。(これには異論がある)

また間接的な根拠として、ディロフォサウルスの生息したジュラ紀前期に魚類が豊富だったことも挙げている。これは三畳紀末の絶滅事件が要因とされている
。
しかしスピノサウルスを含む獣脚類の前腕が狩りに使われたかどうかには異論もあり、そもそもスピノサウルス類のイリタトルやバリオニクスからも翼竜や恐竜を食べた証拠が見つかっている。
加えてティラノサウルス類のキアンゾウサウルスでも魚食の可能性が提示されているが、彼らの前腕は非常に短かったとされているため、魚食=手が発達しているとは限らない。
現状までの論文や仮説/推察を総括すると、ディロフォサウルスは日和見的に水辺で魚を漁ることもあれば、力任せにスクテロサウルスのような小動物を引き裂くこともあり、場合によっては竜脚下目のような大型動物を失血死させて餌食にしたらしい。
そして2020年にディロフォサウルスの再研究が発表されると、概ねバッカーやポールが述べた説が正しかったことが分かった。この論文ではディロフォサウルス科が消滅することや新獣脚類全体についても様々な指摘が行われる中、ディロフォサウルスの顎がウェルズの予想以上に強力だったことが示されたのである。
これを踏まえると、ディロフォサウルスはサラハサウルス(sarahsaurus)のような同体格の竜脚形類さえも積極的に狙う頂点捕食者だったようだ。

## 分類

### 系統
ディロフォサウルス属の分類については諸説ある。以下に主なものを挙げる。
- 竜盤目 > 獣脚亜目 > コエロフィシス科
- 竜盤目 > 獣脚亜目 > コエロフィシス上科 > ディロフォサウルス科
- 竜盤目 > 獣脚亜目 > コエロフィシス上科 > ハルティコサウルス科

どのような分類になるにせよ、おそらくコエロフィシスとの類縁関係が近いとされる。とはいえ厳密にはコエロフィシスよりも派生的な獣脚類であり、ケラトサウルス類との類縁関係も指摘されている。

### 種
3種記載されていたが現在は2種が記載されている。

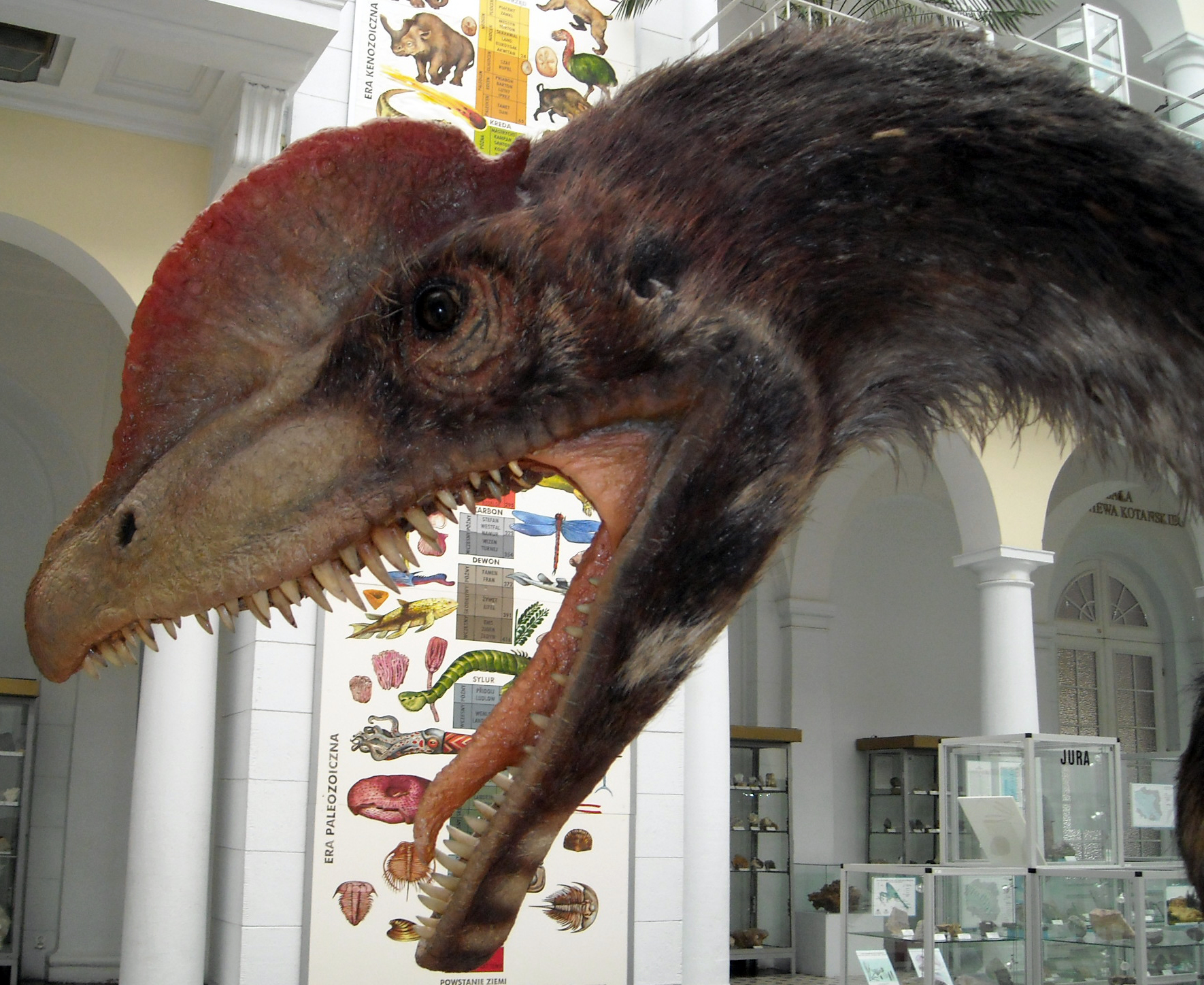
ウェテリリの復元模型／ポーランド地質調査所博物館（ワルシャワ）

ディロフォサウルス・ウェテリリ D. wetherilli
米国アリゾナ州Tuba City西方のナバホ族保留地で発見されたディロフォサウルス属最初の種である。発見当時はメガロサウルスの1種であると考えられ、1954年のサミュエル・ウェルズによる記載ではメガロサウルス・ウェテリリ Megalosaurus wetherilli とされていた。しかし同属との違いが明確になったことからウェルズは1970年にディロフォサウルス属を創設し、ウェテリリ種をここに含めた。全長は6 - 7メートル、体重は300 - 400キログラムである。
ディロフォサウルス・ブリードルム D. breedorum
米国アリゾナ州で発見されたとされるディロフォサウルス属第3の種である。1995年にサミュエル・ウェルズよって記載された。

## 映画『ジュラシック・パーク』の影響
ディロフォサウルスは、1990年発表の小説『ジュラシック・パーク』およびそれを原作とする1993年公開の同名の映画に登場し、映画が世界的に大ヒットしたことでその知名度が上がった。小説および映画におけるディロフォサウルスの生態や姿は、公開当時知られていた古生物学的な考証には基づいておらず、最大の特徴である「頭骨の上部に1対を持つ半月状の鶏冠」は再現されているものの、現在知られている（古生物学上、実在したと考えられる）「ディロフォサウルス」とは大きく異なる部分がある。
1990年に発表された原作小説では、顎が貧弱なため、麻痺の作用がある毒の入った唾液で狩りや防衛を行うような生態で描かれている。さらに1993年の映画では小柄な恐竜で、エリマキトカゲのように襟飾りを広げる。これらは脚色・演出・フィクションである（特に映画は視覚演出という側面を持つ。またサイズについては幼体であるという可能性はある）。生物的考察を経てはいるが、化石証拠に基づいたものではない。映画公開後に現実の恐竜研究は劇的に進歩したが、映画公開前のディロフォサウルス像とも映画公開後のディロフォサウルス像ともまったく異なる。
まずジュラシック・パークの恐竜造形は当時の恐竜像に則っている（考慮要素が1990年代初頭までに限定される）。さらに作中での前提として、化石のDNAは経年劣化で不完全なので「遺伝子を改造した上で」再生されている。その上でディロフォサウルスに関してはフィクションの度合が特に大きくなっている。
つまり、「ジュラシック・パークの」ディロフォサウルス像と、学術研究されているディロフォサウルスの姿は、同名の別物である。
他のフィクションにおいても、「ジュラシック・パークのフィクションディロフォサウルス」をモデルとしたとみられる造形例もある。日本のアニメ「恐竜冒険記ジュラトリッパー」、『ゾイド』シリーズに登場するディロフォサウルス型ゾイド「ディロフォース」「ディロフォス」、Xbox用ゲームソフト「ダイナソー・ハンティング」など。